# История ЛГБТ в Мексике
Изучение гомосексуальности в Мексике можно разделить на три отдельных периода, совпадающих с тремя основными периодами мексиканской истории: доколумбовым, колониальным и постнезависимым, несмотря на то, что отказ от гомосексуальности образует связующую нить, пересекающую три периода.
Данные о доколумбовом народе и о периоде колонизации скудны и неясны. Историки часто описывали обычаи коренных народов, которые их удивляли или что они не одобряли, но имели тенденцию занимать позицию обвинения или сочувствия, что делает невозможным различие между реальностью и пропагандой. В целом, похоже, что мексиканцы были такими же гомофобными, как испанцы, и что другие коренные народы, как правило, были гораздо более терпимыми, вплоть до того, чтобы почитать бердашей как шаманов.
История гомосексуализма в колониальный период и после обретения независимости ещё в значительной степени не изучена. Прежде всего, на сцене доминируют 1658 казней содомитов и «Танец сорока одного» 1901 года, два больших скандала в мексиканской общественной жизни.
Интеллектуальное влияние Французской революции и краткая французская оккупация Мексики (1862-67) привели к принятию Наполеоновского кодекса, декриминализовавшего однополые сексуальные акты в 1871 году. Вместе с тем законы, направленные против публичной безнравственности или непристойности, используются для судебного преследования лиц, которые ими занимаются.
Ситуация меняется в 21 веке, отчасти благодаря открытию сообщества ЛГБТ в качестве потенциальных потребителей так называемого розового песо и как туристов. Были приняты законы о борьбе с дискриминацией (2003 г.), и два федеральных округа, Мехико и Коауила, легализовали гражданские союзы однополых пар (2007 г.).
21 декабря 2009 г., несмотря на противодействие церкви, правительство Мехико одобрило однополые браки 39 голосами за, 20 против и 5 воздержавшихся. Это был первый город в Латинской Америке, который сделал это. Позже это право было признано во всей стране.
Однако в 2007 году Мексика по-прежнему оставалась одной из стран, в которых совершается больше всего преступлений против ЛГБТ-сообщества: каждые два дня в результате преступления на почве гомофобии убивают человека.

## Доколумбовая эпоха

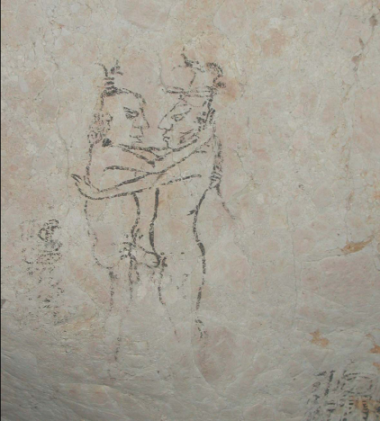
Гомоэротический рисунок племени майя в пещере Нах-Тунич в Эль-Петене, Гватемала

Большинство сведений о доколумбовых народах происходит из сообщений об испанском завоевании. Эти сведения следует принимать с осторожностью, учитывая, что обвинение в содомии использовалось для оправдания завоевания, наряду с другими реальными или выдуманными обвинениями, такими как человеческие жертвы, каннибализм, или идолопоклонство. Учитывая, что защитники туземцев манипулировали информацией в той же степени, что и те, кто выступал против них, одни пытаются свести к минимуму случаи содомии, а другие преувеличивают истории, невозможно получить точную картину гомосексуального поведения в доколумбовой Мексике. Историк Антонио де Эррера пришел к такому выводу уже в 1601 году.
Среди коренных народов Северной и Южной Америки широко распространен институт двухспиритического народа. Бердашами, первоначально считавшимися гермафродитами и называемыми испанскими конкистадорами «berdache», были мужчины, которые брали на себя женские обязанности и поведение. Они не считались ни мужчинами, ни женщинами в своих обществах, но считались третьим полом и часто имели духовные функции. Конкистадоры часто считали их пассивными гомосексуалистами, и к ним относились с презрением и жестокостью.
Среди майя была сильная связь между ритуальным и гомосексуальным поведением. Некоторые шаманы занимались гомосексуальными деяниями со своими пациентами, а священники — ритуальными гомосексуальными деяниями со своими богами. Когда тольтеки прибыли покорять регион, они приносили больше содомии и общественного пола всех видов. Тогда, когда Ицамнах-Балам III завоевал этот район, они принесли больше содомии, больше эротики и обширных сексуальных церемоний. Однако майя, как народ с гибридной культурой, имели разные взгляды на гомосексуальную содомию. Например, в книгах Майя Чилам-Балам регулярно содержались оскорбления сексуального характера, направленные против народа ица. Согласно мифологии, содержащейся в книге, содомиты были ответственны за разрушение порядка общества майя, производя через свои анусы внебрачных детей, неспособных управлять обществом.
Сапотеки Теуантепекского перешейка на юго-востоке Мексики не развили культуру завоевания, которые могут объяснить их непринужденное отношение к мужественности. Сапотеки разработали концепцию третьего пола, которые они называют muxe, как промежуточное звено между мужчинами и женщинами, которые играли обе гендерные роли в повседневной жизни. «Двухспитальные» (и подобные родные термины) относятся к полу, а не к сексуальной ориентации. «Двухспиритовые» индивидуумы могут быть гетеросексуальными, бисексуальными или гомосексуальными. На сегодняшний день среди сапотеков все ещё существуют мультиплексы, которые играют решающую роль в обществе.
В Долине Мексики ацтеки жили в городских центрах, таких как Тескоко, Тлателолько и Теночтитлан. Оттуда они политически доминировали на большей части Мезоамерики и извлекли значительную дань сырья, готовой продукции, рабов и жертвенных жертв. Ацтеки продемонстрировали глубокую двойственность в своем подходе к сексуальному поведению. С одной стороны, они проводили публичные ритуалы, которые временами были очень эротичны, но с другой — были крайне благоразумны в повседневной жизни. В своем пантеоне ацтеки поклонялись божеству, Шочикецаль, которая была богиней непродовой сексуальности и любви, и как женской, так и мужской одновременно. В её мужском аспекте, называемом Шочипилли, поклонялись как божеству мужской гомосексуальности и мужской проституции. Мифическая история народа ацтеков была разделена на четыре «мира», из которых предыдущий был "легкой, слабой жизнью, содомией, извращением, танцем цветов и обожанием «Шочикецаль», в котором преобладали «мужские добродетели войны, управления и мудрости». Возможно, что в этой истории речь шла о тольтеках.
В большинстве случаев они позволяли завоеванным ими людям сохранять свои обычаи. Тем не менее, ацтеки уделяли большое внимание «мужественному», «напористому» поведению и соответствующему клейму «покорного» поведения. Когда завоеванные люди не приносились в жертву на храмовых алтарях, мужчины завоеванных народов часто понижались до статуса женщин. Наказания за гомосексуальные сношения мужчин были суровыми. Закон Мексики наказывал мужеложство виселицей, распутством активного гомосексуалиста, извлечением внутренностей через анальное отверстие для пассивного гомосексуалиста и смертью гарротой для лесбиянок. В Теночтитлане же вешали гомосексуалистов.
В близлежащем Текскоко, населённом чичимеками, по законам Несауалькойотля, активный партнёр был «привязан к колу, полностью покрыт прахом и так оставлен умирать; внутренности же пассивного гомосексуалиста были вытянуты через его задний проход, затем он был покрыт пеплом, и дрова добавлялись, чтобы поддерживалось горение».
Некоторые авторы утверждают, что эти строгие законы не использовались на практике и что гомосексуалы были относительно свободны. Например, они ссылаются на испанские хроники, в которых говорится о широко распространенной содомии, которая включала детей до 6 лет или детей, одетых как женщины, для занятия проституцией. В хрониках также говорится о религиозных деяниях, в которых практиковалась содомия.
О существовании лесбиянства свидетельствует науатльское слово «patlacheh», которым обозначается женщина, осуществляющая мужскую деятельность, в том числе проникновение в других женщин, как явствует из всеобщей истории дел Новой Испании Бернардино де Сахагуна.
Несмотря на пуританство в Мексике, сексуальные обычаи народа, завоеванного империей ацтеков, в значительной степени варьировались. Например, Берналь Диас дель Кастильо говорит о гомосексуализме среди правящих классов, проституции молодежи и перекрёстном одевании в районе Веракруса. В Яуйосе были дома для проституции, полные мужчин с нарисованными лицами и женской одеждой.
Тольтеки в других местах были крайне терпимы к гомосексуализму.

## Завоевание

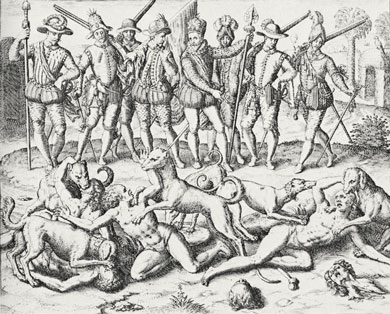
Гравюра Теодора де Бри, представляющая сцену, в которой Бальбоа натравливает своих собак на бердашей (1594); Публичная библиотека Нью-Йорка.

С момента первых контактов испанцев с коренными народами было установлено равенство индейцев, каннибалов и содомитов. Первым об этом сообщил сопровождающий Христофора Колумба доктор Диего Альварес Чанка в письме от 1494 года. Он говорил о карибском обычае захватывать молодых людей и удалять все мужские органы. У них развивались «женские качества», и карибцы использовали их для практики содомии, подобно тому, как арабы наслаждаются своими молодыми людьми, такими как евнухи и двухлые духи. Когда пленники становятся взрослыми мужчинами, карибы убивают их и съедают.
В 1511 году историк Пьетро Мартире д’Ангьера опубликовал свою книгу «Декады о Новом Свете», в которой описана информация, которую он смог получить о первых исследователях благодаря своей дружбе с Изабеллой I Кастильской. Д’Ангьера рассказал, как Васко Нуньес де Бальбоа во время своего исследования Куарекуа на Панамском перешейке в 1513 году расстроился из-за "брата короля и других молодых людей, услужливых мужчин, [которые] одевались в женскую одежду [ … из тех, кого брат царя] зашел слишком далеко с неестественной «дерзостью, бросил сорок из них в пищу собакам». Д’Ангьера продолжает свой рассказ, говоря, что «естественная ненависть коренных жителей к неестественному греху» толкала их так, что «спонтанно и жестоко они искали всех остальных, чтобы узнать, кто. по их мнению, был инфицирован». В конце концов, Д’Ангьера упоминает, что «только дворяне и джентльмены практиковали такое желание. […] коренные жители знали, что содомия серьёзно оскорбляет Бога. [… и эти действия спровоцировали] бурю, которая как гром и молния так часто поражали их, или наводнения, затопившие их плоды, вызывали голод и болезни».
В отчёте о коренных народах, выпущенном в 1519 году для совета города Веракрус, чтобы доложить Карлу I, который, по слухам, сделал Эрнан Кортес, упоминается, что «удалось точно знать, что все они содомиты и практикуют отвратительный грех». В другом сообщении анонимного итальянского конкистадора говорится, что мужчины и женщины Пануко поклоняются мужскому члену и возводят фаллосы в своих храмах и общественных площадках для поклонения им: «множество методов, используемых мужчинами, чтобы удовлетворить свой отвратительный порок [является] почти слишком невероятными, чтобы быть уверенным, что дьявол, содержащийся в их идолах, обладал ими. Он дал им указания жертвовать ближними, извлекать сердца свои и приносить сердца, а также кровь, взятую из языка, ушей, ног и рук, всем идолам». И, наконец, упоминается, что «все жители Новой Испании и других соседних провинций ели человеческую плоть, все обычно занимались содомией и пили до избытка», сравнивая некоторые обычаи коренных народов с обычаями безбожных сарацинов.
В середине 16-го века конкистадор Берналь Диас дель Кастильо и испанский путешественник Хуан де Грихальва пишут о сценах содомии, встречаемых в архитектуре, в золотых украшениях, в терракоте и статуях. Исследователь Вест-Индии и специалист по плавке золота Гонсало Фернандес де Овьедо-и-Вальдес включил особенности в свою книгу La Natural hystoria de las Indias 1526 года, о которых рассказал подробнее в 1535 году в своей книге Historia general y natural de las Indias. В 1851 году вышла полная версия его книги, собранная из его ранее неопубликованных статей.
Примерно в то же время Нуньес Кабеса де Вака пишет:
дьявольские обычаи [...] мужчина женат на другом мужчине, влюбленном или женоподобном, импотенте, которые одевались как женщины и выполняли женские обязанности, тем не менее, они стреляли из лука и стрел и могли нести на себе тяжелые грузы. Мы видели много амарионадо, хотя они были выше и крепче остальных мужчин. Многие из этих людей совершили грех против природыНуньес Кабеса де Вака
Изабелла Португальская, жена Карла V, возможно, руководствуясь этими сведениями, в 1529 году запретила сажать или использовать агаву для ферментации пульке. Царица думала, что это вызывает «пьянство и заставляет индейцев совершать человеческие жертвоприношения и невыразимый грех».
Эти и другие рассказы были преобразованы в подлинный литературный жанр, распространились по всему полуострову и использовались для оправдания идеи Империи; это было ещё одним «правым поводом» для господства и оккупации Вест-Индии. Франсиско де Витория, зная, что коренные жители правы и что император не имеет над ними закона, думал, что «язычники, которые совершали грехи против природы, такие как идолопоклонство, педерастия или блуд, — все эти оскорбления перед Богом, могли быть остановлены силой». Среди этих грехов против природы была, естественно, содомия, грех против природы. Законодательство основывалось на другой культуре и её обычаях, среди которых были самые известные: каннибализм, человеческие жертвоприношения и содомия, в данном случае завоевание Мексики могло быть просто продолжением испанского завоевания неверных, представленных тогда как Мавры. Таким образом, круг замкнулся отношениями мавра, содомита, индейца.

## Вице-королевство Новая Испания
Испанцы были шокированы, увидев гомосексуальное поведение в других частях Нового Света. Они столкнулись с культурной традицией, неизвестной Европе, но общей для многих коренных племен Северной и Южной Америки: публично признанная смена гендерных ролей. Как описывает Гонсало Фернандес де Овьедо-и-Вальдес в своей «Естественной истории Индии» 1526 года:
Очень распространен среди индейцев во многих частях страны гнусный грех против природы, даже на публике индейцы являются старейшинами [...] имеют молодых людей, с которыми они используют этот проклятый грех, и те согласные молодые люди, как только они впадают в это вины носят нагуа (юбки), как женщины [...], и они носят бусы, браслеты и другие предметы, используемые женщинами в качестве украшения; и они не тренируются в обращении с оружием и не делают ничего подобающего мужчинам, но они занимаются обычными делами по дому, такими как подметание, стирка и другие обычные для женщин вещиФернандес де Овьедо
Как завоеватели испанцы стремились оправдать подчинение туземных народов. Когда они столкнулись с культурами, которые разрешали мужско-мужские сексуальные отношения, они сразу же обозначили такое поведение «содомия», в честь библейского города Содома, который, как утверждалось, был уничтожен Богом за греховное поведение его жителей. Библейский грех, о котором идет речь, заключается в неспособности проявлять гостеприимство к незнакомым людям, не имел значения в свете последующей церковной интерпретации, которая приписывала его гомосексуальности. Таким образом, гомосексуальное поведение среди многих коренных народов стало одним из нескольких теологических обоснований разрушения их культуры, подчинения их обществ и обращения в католицизм.
По состоянию на середину XVI века появились первые историки, которые действительно жили и работали в Новой Испании. Торибио де Бенавенте, впоследствии названный Мотолинией, одним из важнейших историков этой эпохи, пишет, что коренной народ «пил некое вино, называемое пульке, до пьянства, за которым следуют жертвы и пороки плоти, особенно […] невыразимый грех». Опять же все коренные жители демонизированы как сумасшедшие пьяницы. Хуже всего описывали официальные историки, такие как Франсиско Лопес де Гомара, который наполнил Америку фантастическими существами, несмотря на то, что никогда не ступал на американскую землю, или Хуан Гинес де Сепульведа, который считал, что коренные народы были предопределены природой для подневольного состояния. Также Бернардино де Саагун из его Всеобщей истории вещей Новой Испании (1558—1565) рассказывал на эту тему. Берналь Диас дель Кастильо также пишет о содомии с 1568 года. Он снова связывает индийские религии и их священников с каннибализмом, человеческими жертвоприношениями и содомией. В 1569 году Томас Лопес Мендель также обвинял местных священников в распространении гомосексуализма среди людей.
В ответ на эти сочинения, по состоянию на 1542 год Бартоломе де лас Касас вместе с другими коренными и миссионерскими писателями начал литературное контрнаступление. Де лас Касас считал «чудовищный порок содомии худшим, самым отвратительным из всех человеческих зол». Он со страстью отрицал сообщения, передаваемые конкистадорами и исследователями, которые «порочат индейцев, обвинив их в том, что они заражены содомией, великой и злой ложью» и думали, что наблюдали «воздержание к чувственным, мерзким и грязным привязанностям», хотя он признал, что в такой большой стране могут быть единичные случаи конкретных людей в конкретных случаях, приписываемые «естественной коррупции, порочности, своего рода врожденной болезни или страхом перед колдовством и другими волшебными заклинаниями», но ни в коем случае не среди обращённых в христианство.
Де лас Касас приводит, например обнаруженных в храме смешанных людей, которые были в том числе и содомитами. Согласно заявлениям Фрира Аугустина де Ветанкурта, мужчины, одетые в женщин (и наоборот), были повешены, если они совершили невыразимый грех, а священники были сожжены. Фрир Грегорио Гарсия в своём «Происхождении индейцев нового мира» (1607 год) уверял, что до прихода испанцев «люди Новой Испании совершали огромные грехи, особенно против природы, хотя неоднократно они горели за тех и были поглощены в огне, посланном с небес, когда [… коренной народ] наказал содомитов смертью, казнил их с большой силой. […] Они душили или топили женщин, лежавших с другими женщинами, поскольку те также считали это противником природы». Гарсия объяснил случаи содомии тем, что «несчастные индейцы ведут себя так, потому что Дьявол обманул их, заставив поверить, что боги, которым они поклоняются, тоже практикуют содомию и поэтому считают это хорошим и законным обычаем».
Тем не менее, Де лас Касас не мог перестать давать новости о гомосексуальных действиях в современных индийских обществах, как обычай отцов покупать мальчиков для своих детей «использоваться для удовольствия содомии», существование «печально известных общественных мест, известных как efebías, где развратные и бесстыдные юноши практиковали отвратительный грех со всеми пришедшими в дом» или бердаши, когда «импотенты извращают мужчин, одетых как женщины и выполняющих свою работу». Также Фрир Грегория Гарсия дал известие такого рода, как, например, «некоторые мужчины одеты как женщины, а у некоторых отца было пять сыновей [… младший] одевал его как женщину, и наставлял в его работе и женил как девушку, хотя даже в Новой Испании наказывали изнурительным трудом женственных индейцев». Упоминания о содомии продолжались долгое время, даже в 1666 году, в Кристобаль-де-Агуэро и в 1697 году, во Фриар Анхель-Серра.
Писатели из числа коренных народов не замедлили присоединиться к Де лас Касас, чтобы защитить американскую культуру. Фернандо де Альва Иштлильшочитль, губернатор Тескоко, писал в 1605 году, что среди чичимеков, тот, кто «взял на себя функцию женщины, его внутренние части были извлечены задней стороной, в то время как он оставался привязанным к столбу, после чего некоторые мальчики высыпали пепел на тело, пока он не был погребен под ним […] затем покрыли всю кучу многими кусками дров и подожгли его». Рассказ Альвы Иктлилсочитля, по словам Кромптона, слишком подробен, чтобы его можно было придумать, но, по мнению Гарзы, история показывает явные признаки средиземноморского влияния в факте дифференциации между активными и пассивными гомосексуалистами.
Колониальная администрация ввела испанские законы и обычаи в отношении коренных народов, чему в случае содомии способствовало существование аналогичных законов в Ацтекской империи. Во время испанского золотого века, преступление содомии рассматривалось и наказывалось таким же образом, как измена или ересь, Первоначально инквизиция контролировалась местными епископами, такими как архиепископ Хуан де Сумаррага (1536 — 1543), из которых исследование судимых дел показывает, что гомосексуальность была одной из главных забот суда. Наказаниями за половые отношения были, как правило, штрафы, покаяние, публичное унижение и набрасывание в наиболее серьёзных случаях. В 1569 году Фелипе II официально создаёт трибунал Мехико, но в вице-королевстве Новая Испания судить о невыразимом грехе взяло на себя только гражданское право.
В 1569 году Филипп II учредил официальные инквизиторские трибуналы в Мехико. Гомосексуализм был главной заботой [епископальной] инквизиции, которая налагала высокие штрафы, духовные наказания, публичные унижения и порку за сексуальные грехи. В 1662 году мексиканская инквизиция жаловалась на гомосексуализм, особенно среди духовенства, и требовала юрисдикции на том основании, что светские суды не были достаточно бдительными. Запрос был отклонен. Фактически, гражданские власти под руководством 8-го герцога Альбукерке недавно проявили чрезвычайную активность, предъявив обвинения сотне мужчин в содомии и казнив значительное число. Люди, обвиненные в гомосексуализме, были публично казнены в результате массовых поджогов в Сан-Ласаро, Мехико.
Первое известное сжигание содомитов в Мексике было в 1530 году, когда их сожгли на пирсе Кальцонцин для идолопоклонства, жертвоприношения и содомии. Педро Сьеса де Леон также говорит, что Хуан Ольмосский, главный судья Пуэрто-Вьехо, сжег «большое количество этих развратных и демонических индейцев». В 1596, вице-король Гаспар де Суньига, граф Монтеррея, сообщил в письме, направленном Филиппу II для обоснования увеличения жалования королевских чиновников, что те захватили и сожгли некоторых преступников за невыразимый грех и другие виды содомии, хотя он не указывает ни число жертв, ни обстоятельства события.
В 1658 году вице-король Новой Испании, герцог Альбукерке, написал Карлу II о случае невыразимого греха в Мехико, в котором он имел «девятнадцать пленных, четырнадцать из которых были приговорены к сожжению.» Лукас Матео, юноша 15 лет, благодаря молодости был спасён от костра, но перенёс 200 ударов плетью и шесть лет принудительных работ пушечным способом. Среди документов, направленных королю, — письмо судьи Верховного суда Его Величества Хуана Мануэля Сотомайора, который описывает содомию как «эндемический рак», который «заразился и распространился среди пленников инквизиции в их отдельных камерах и церковные чиновники также начали собственные расследования». В письме Сотомайора сообщается, что между 1657 и 1658 годами они провели расследование и вынесли приговор 125 лицам, чьи имена, этнические принадлежности и профессии он перечисляет далее. Наместник так же, как магистрат основывает свое неприятие содомии на Библии и религии, хотя они используют истории sui generis, как Сотомайор, который пишет «как некоторые святые исповедовали, что все содомиты умерли с рождением Господа нашего Иисуса».
Предыдущий случай позволяет уловить проблеск субкультуры гомосексуалистов в Мехико в первой половине XVII века, так как многим обвиняемым было более 60 лет и лишил этой жизни более двадцати. Все участники происходили из низших классов: негры, коренные жители, мулаты и деформированные европейцы. Есть признаки того, что более богатые классы также были замешаны, но не считались затронутыми благодаря своему влиянию. Многие из обвиняемых имели прозвища, как Хуан де ла Вега, которого называли «la Cotita», Хуан де Корреа, «la Estanpa», или Мигель Жеронимо, «la Cangarriana», прозвище проститутки из города, которая была известна своей распущенностью. Группа периодически встречалась в частных домах, часто в дни религиозных празднеств с предлогом молиться и отдать дань памяти Богородице и святым, но в действительности у них были перекрестные танцы и оргии. Следующие места и даты встреч были упомянуты в предыдущих партиях или были распространены почтой и посланниками, которые принадлежали к группе.
Колониальная культура была похожа на испанскую, и среди тех, кто родился в Америке, были выдающиеся интеллектуалы. Возможно, одной из самых важных была Хуана Инес де ла Крус, о которой также было сказано, что она была лесбиянкой, основываясь на сильной дружбе, которая у неё была с разными женщинами, красоту которых она хвалит в её стихах.

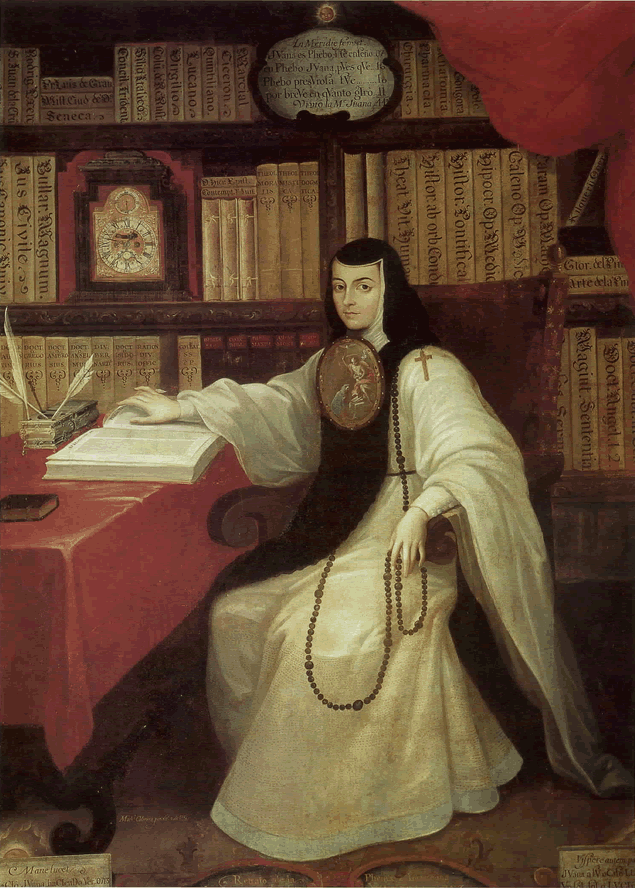
Хуана Инес де ла Крус была иконой современной лесбийской культуры.

## Независимая Мексика
Независимость Мексики от Испании в 1821 году положила конец инквизиции и колониальному притеснению гомосексуалистов. Интеллектуальное влияние Французской революции и кратковременная французская оккупация Мексики (1862-1867 гг.) Привели к принятию Наполеоновского уголовного кодекса. Это означало, что сексуальные отношения между взрослыми людьми вне зависимости от пола наедине перестали быть уголовным делом. В вопросах, касающихся гомосексуализма, мексиканское правительство считало, что закон не должен вторгаться в сферу индивидуального морального сознания, чтобы защитить драгоценные заботы о сексуальной свободе и безопасности; и что закон должен ограничиваться «минимальными этическими нормами, необходимыми для поддержания общества». Он не давал людям права быть открыто гомосексуалистами; поскольку в «минимальные нормы этики, необходимые для поддержания общества» включены законы, запрещающие приставание и любое публичное поведение, которое считается социально отклоняющимся или противоречащим народным обычаям и обычаям того времени. Публичное гомосексуальное поведение является одним из них.
В 1863 году французские войска взяли Мехико и установили Максимилиана I императором Мексики. Фернандо Брукетас де Кастро в своей книге «Короли, которые любили, как королевы», утверждает, что Максимилиан I был геем. Похоже, слухи о его гомосексуальности начались при дворе Брюсселя, откуда родом его жена, принцесса Карлота Амалия. Окончательный разрыв между Максимилианом и Карлотой произошел во время остановки на Мадейре, где будущий император совершил знаменитый побег в преступный гомосексуальный мир острова. В Мексике Карлота забеременела, возможно, от барона Альфреда Ван дер Смиссена, который составлял часть гвардии королевы, в то время как император был окружен своими друзьями-мужчинами, такими как принц Феликс Сальм-Сальм или полковник Лопес, которые были верны королю до конца.
Французское вторжение ввело в Мексику наполеоновский кодекс. Кодекс не упоминает мужеложство, поскольку оно перестало быть преступлением. Тем не менее, в 1871 году новый Уголовный кодекс ввел «нападение на мораль и обычаи», относительно расплывчатое понятие, толкование которого было оставлено на усмотрение полиции и судей и которое использовалось против гомосексуалистов. Таким образом, в конце 19 века в Мехико уже сформировалась гомосексуальная субкультура, аналогичная той, которая существовала в других крупных американских городах, таких как Буэнос-Айрес, Рио-де-Жанейро, Гавана, Нью-Йорк и Торонто. Работы таких историков, как Виктор М. Масиас-Гонсалес, Пабло Пикатто и Роберт Баффингтон, среди прочих, определили такие области, как гей-бани, тюрьмы, а также некоторые площади и проспекты столицы. Например, в работе криминолога Руманьяка подробно описываются гомосексуальные отношения в тюрьмах страны.
Весной 1918 года Мануэль Палафокс, генеральный секретарь Эмилиано Сапаты, был обвинен политическими противниками в лагере сапатистов в утечке информации через его гомосексуальные отношения. Под надзором Гильдардо Маганья, он сбежал и попытался собрать вокруг себя лидеров сапатистов, в чём он потерпел неудачу. Палафокс умер в 1959 году, так и не раскрыв своего гомосексуализма.
В 1930-х годах в Мехико, в районах вокруг Аламеды, Сокало, Пасео де Реформа и Калле Мадеро, уже существовало несколько баров и бань для гомосексуалистов. В следующее десятилетие, во время Второй мировой войны, в городе было от десяти до пятнадцати баров, а танцы были разрешены в Эль-Африке и Эль-Триунфо. Эта относительная вседозволенность закончилась в 1959 году, когда мэр Уручурту закрыл все гей-бары города после тройного преступления.

## «Танец сорока одного»

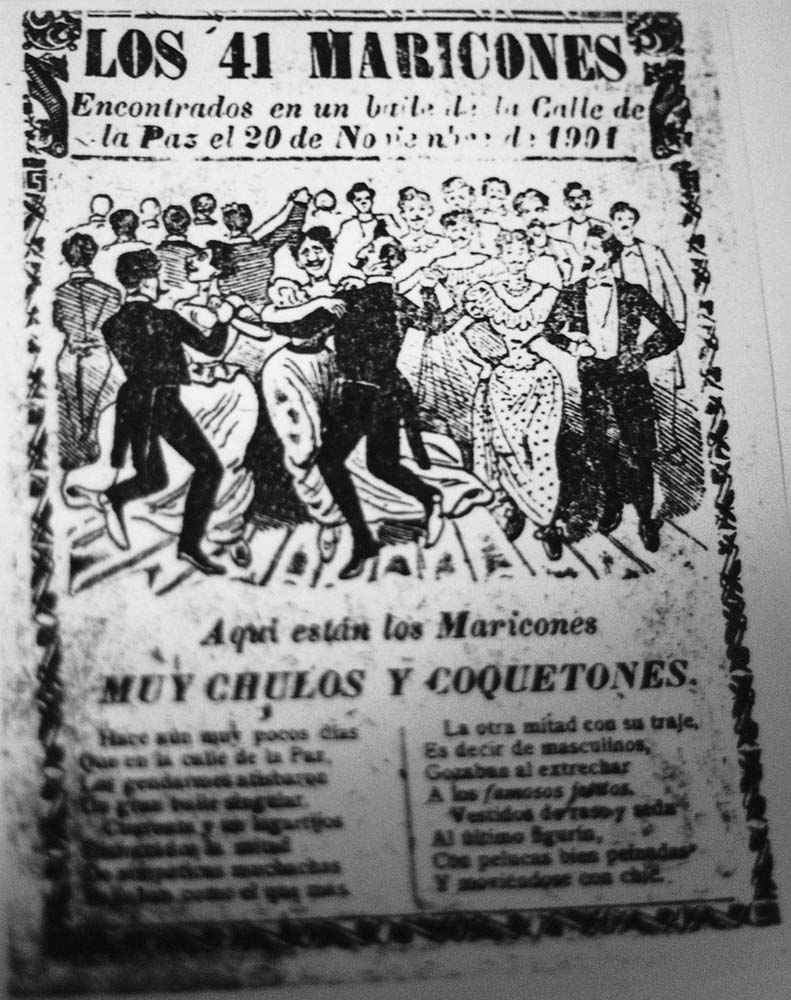
Публикация газеты Hoja Suelta в 1901 году. Иллюстрация известного мексиканского художника Хосе Гуадалупе Посада, изображающая «танец сорока одного».

Ночью 20 ноября 1901 года полиция Мехико совершила налет на богатый бальный зал, арестовав 42 человек, половина из которых была одета в женскую одежду, и увезла их в тюрьму Белон. Возникший в результате скандал, известный как Танец сорока одного, получил широкое освещение в прессе и вызвал серию широко распространенных гравюр от Хосе Гуадалупе Посада, который изображал их танец.Трансвеститов публично унижали, заставляли подметать улицы под охраной полиции, зачисляли в 24-й батальон мексиканской армии и отправляли в юго-восточный штат Юкатан, где все ещё шла война каст. Слухи о том, что племянник тогдашнего президента Порфирио Диаса, Игнасио де ла Торре, присутствовал на танцах, но получил разрешение на побег, ещё больше усилили известность скандала. Хотя официальная версия гласила, что она была «настоящей женщиной». Историки, в том числе известный культурный обозреватель Карлос Монсивайс, утверждают, что мужской гомосексуализм в современном понимании был «изобретен» в Мексике, когда произошел рейд 1901 года. С тех пор число 41 стало символом мужского гомосексуализма в мексиканской поп-культуре, часто фигурируя в шутках и случайных дразнях. Хотя за рейдом на Танец сорока одного последовал менее разрекламированный рейд на лесбийский бар 4 декабря 1901 года в Санта-Марии, режим вскоре обеспокоился более серьёзными угрозами, такими как политические и гражданские беспорядки, которые в конечном итоге привели к Мексиканской революции 1910 года.

## Общество в XX веке
Несмотря на международную депрессию 1930-х годов и наряду с социальной революцией под руководством президента Ласаро Карденаса (1934-1940), рост Мехико сопровождался открытием гей-баров и гей-бань, дополняющих традиционные крейсерские местности Аламеды, Площади Конституции, Проспекта Реформы и Калье-Мадеро (ранее Платерос). Те, кто занимался гомосексуальной деятельностью, продолжали жить со своими семьями, и гомофобных публикаций не было.
Низшие классы мексиканского общества склонны сохранять средиземноморскую модель, в которой гомосексуалы делятся на активных и пассивных, активные — «мужские», а пассивные — «изощренные» и «презрительные»: «Я человек; Если я тебя трахну, ты не мужчина» Среди активных гомосексуалистов существует страх быть проникнутыми, потому что они опасаются возможности того, что им это понравится и они перестанут быть «мужчинами». Со своей стороны, гомосексуалисты высших, более космополитических классов взяли европейскую модель денди в конце XIX века. Эта модель заменяется другой, более похожей на англосаксонскую, в котором гомосексуалист не определяется активной/пассивной дихотомией, но тем, что у него сексуальные отношения с другими мужчинами. Тех, кто отказывается определить себя как активных или пассивных, называют «интернациональными».
Во время Второй мировой войны в Мехико действовало от десяти до пятнадцати гей-баров, танцы разрешены как минимум в двух, Эль-Африка и Эль-Триунфо. Относительная свобода от официальных домогательств продолжалась до 1959 года, когда мэр Эрнесто Уручурту закрыл каждый гей-бар после ужасного тройного убийства. Мотивированный моралистическим давлением «очистить порок» или, по крайней мере, сохранить его невидимым сверху, и прибыльностью взяток от покровителей, которым угрожают аресты, и от заведений, стремящихся действовать в сравнительной безопасности, К концу 1960-х годов в нескольких мексиканских городах были гей-бары, а позднее и танцевальные клубы в стиле США. Однако эти места иногда были подпольными, но местные власти часто допускали их существование до тех пор, пока владельцы давали взятки. Довольно заметное присутствие было развито в крупных городах, таких как Гвадалахара, Акапулько, Веракрус и Мехико.
Среди многих мексиканских гомосексуалистов существует так называемый «фаллический сон», который заключается в видении США как сексуальной утопии, в которой они могут быть свободными и открытыми геями. Действуя соответственно, они пытаются выйти на контакт с иностранными туристами в качестве трамплина к месту назначения мечты. Однако многие разочаровываются в месте назначения мечты, когда им приходится сталкиваться с господствующей гомофобией и расизмом.

## Движение за права ЛГБТ
До конца 1960-х годов не было ни ЛГБТ-групп, ни публикаций на эту тему. Первые ЛГБТ-группы были сформированы в начале 1970-х годов в Мехико и Гвадалахаре. 15 августа 1971 года был образован Фронт освобождения гомосексуалистов, первый в своём роде в Мексике. Он был распущен через год.
Одной из первых ЛГБТ-активисток была Нэнси Карденас. Карденас, писательница, актриса и театральный режиссёр, вдохновлённый ЛГБТ-движениями в Европе и США, начала руководить собраниями ЛГБТ-писателей. В 1973 году она была первой мексиканкой, открыто обсуждавшей свою гомосексуальность на мексиканском телевидении. В 1974 году основала Фронт освобождения гомосексуалистов, первую ЛГБТ-организацию Мексики.
26 июля 1978 года состоялся первый марш ЛГБТ в пользу Кубинской революции. Марш был организован Гомосексуальным фронтом революционных действий. 2 октября того же года группы FLH, Lesbos, Oikabeth, Lambda of Homosexual Liberation и Sex-Pol, среди прочих, выступили в демонстрации в ознаменование десятой годовщины движения 1968 года. В 1979 году Гомосексуальный фронт революционных действий вновь вышла на улицы в пользу Никарагуанской революции. Как можно оценить, ЛГБТ-движение было очень связано с левыми движениями в начале. В конце июня 1979 года состоялась первая демонстрация в пользу гомосексуальных прав, совпавшая с годовщиной Стоунволлских беспорядков. Демонстранты требовали свободы сексуального самовыражения и протестовали против социальных и полицейских репрессий. С тех пор 28 июня ежегодно проводится ЛГБТ-марш. Но эти и другие группы не имели необходимой преемственности.
Движение ЛГБТ оказалось парадоксально движимым кризисом СПИДа, которые, как полагают, появился в Мексике в 1981. ЛГБТ-группы были сосредоточены больше на борьбе с инфекцией, проведение профилактических и безопасных секс-кампаний с информацией о заболевании, но также вели свою борьбу с социальными предрассудками более консервативных секторов, которые считали СПИД божественным наказанием. Демонстрации, которые стали ежегодными, требовали положить конец социальной дискриминации в отношении больных СПИДом, особенно в сфере занятости, в больницах и медицинских центрах, а также в таких профилактических мерах, как поощрение использования презервативов.

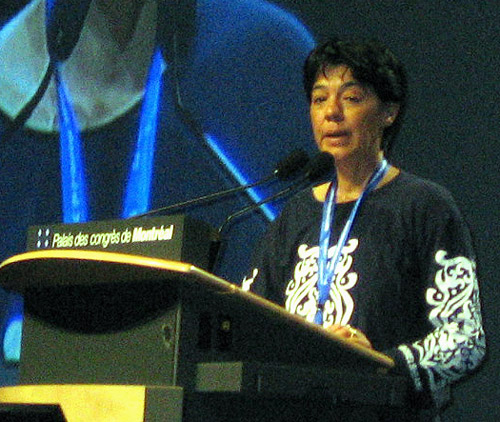
Патрия Хименес, 28 июля 2006 г. в Монреале.

В 1990-е годы, не переставая бороться за вышеупомянутые вопросы, активисты начали протестовать против убийств гомосексуалистов, и отстаивать уважение к сексуальному разнообразию. В 1992 году Патриа Хименес и Глория Кареага-Перес создали лесбийскую организацию «El clóset de Sor Juana» (Шкаф сестры Хуаны), одну из важнейших ЛГБТ-организаций страны. Она была аккредитована в качестве неправительственной организации Организацией Объединённых Наций для четвёртой Всемирной конференции по положению женщин.

## ЛГБТ в политике
В 1997, Патриа Хименес был первым открытым геем, который завоевал должность в Конгрессе, сделав это для Партии демократической революции. В 2007 Амаранта Гомес Регаладо был первым транссексуальным человеком, появившимся в Конгрессах. Амаранта Гомес отождествляется с мукси, а его имя связано с бердашом Хучитана де Сарагоса. В 2013 году Бенджамин Медрано был избран первым открытым геем-мэром в истории Мексики, будучи избран мэром тауншипа Фреснильо.